# Jordanka Donkovová
Jordanka Donkovová (bulharsky Йорданка Донкова) (* 28. září 1961) je bývalá bulharská atletka, jejíž specializací byl běh na 100 metrů překážek. Byla držitelkou světového rekordu v této disciplíně, jenž má hodnotu 12,21 s.
V roce 1987 skončila na druhém mistrovství světa v atletice v Římě na čtvrtém místě. Jeden z největších úspěchů své kariéry zaznamenala o rok později na letních olympijských hrách v jihokorejském Soulu, kde získala zlatou medaili. Je též trojnásobnou halovou mistryní Evropy v běhu na 60 m překážek.

## Osobní rekordy
- 60 m př. (hala) - (7,74 s - 14. února 1987, Sofie) - bývalý světový rekord
- 100 m př. - (12,21 s - 20. srpna 1988, Stara Zagora) - Současný evropský rekord